# Armoriale dei comuni della provincia di Taranto

Stemma della Provincia di Taranto

Questa pagina contiene le armi (stemmi e blasonature) dei comuni della provincia di Taranto.
| Stemma        | Comune e blasonatura | Gonfalone e/o Bandiera |
| ------------- | --- | ---------------------- |
|               | Avetrana Lo stemma utilizzato dal Comune di Avetrana raffigura tre colli (chiaro riferimento alle tre alture presenti nel territorio: Santa Maria, San Giorgio, "Mutinato") al di sopra dei quali campeggia la parola “AVE” e al di sotto la parola “TRANA”. il tutto è racchiuso in uno scudo che è sormontato dalla corona araldica, di libero comune e simbolo baronale, e circondato da due ramoscelli di quercia e alloro legati da un fiocco tricolore D.P.C.M. del 20 giugno 1998 Gonfalone: Drappo di azzurro... |                        |
|               | Carosino D'azzurro, la fascia centrale d'oro, accompagnata in capo da un'aquila di nero, nascente dalla fascia coronata d'oro, ed in punta di cinque spighe di grano del medesimo poste a ventaglio. Lo scudo sarà fregiato di ornamenti da Comune Gonfalone: drappo di azzurro bordato di giallo… |                        |
|               | Castellaneta D.P.R. del 26 marzo 1975 Gonfalone: drappo troncato di rosso e di bianco… |                        |
|               | Crispiano D'azzurro, al guerriero romano a cavallo, galoppante su un terreno di verde, sormontato da un lambello d'argento a tre denti e fra essi una croce greca d'oro a destra, una conchiglia al naturale a sinistra. Motto: Crispius R.D. del 29 aprile 1923 Gonfalone: drappo partito di bianco e di azzurro… |                        |
|               | Faggiano d'azzurro, alla torre d'oro, murata di nero, merlata alla guelfa di tre, munita di marcapiano, finestrata di nero con finestra unita al marcapiano, chiusa dello stesso, essa torre sormontata dalla stella di cinque raggi d'oro. Ornamenti esteriori da Comune |                        |
|               | Fragagnano Partito: nel primo di verde alla spiga di grano d'oro posta in palo; nel secondo d'argento al grappolo di uva gambuta e fogliata al naturale R.D. del 17 maggio 1928 Gonfalone: Drappo di azzurro leggermente appuntato... |                        |
|               | Ginosa D'azzurro, al castello d'oro, murato di nero, merlato alla guelfa, il fastigio di dieci, finestrato con due finestre quadrangolari di nero, chiuso dello stesso, il castello munito di tre torri, la torre centrale più alta e più larga, merlata di cinque, finestrata di due finestre quadrangolari poste in fascia, di nero, munita di porta dello stesso, combaciante con la merlatura del fastigio, le torri laterali merlate di quattro, finestrate di due finestre strette poste in fascia, di nero, munite di porta dello stesso, combaciante con la merlatura del fastigio, il castello fondato sulla pianura di verde. Ornamenti esteriori da Città D.P.R. del 3 ottobre 2005 Gonfalone: Drappo giallo con la bordatura d'azzurro D.P.R. del 3 ottobre 2005 |                        |
| Stemma aulico | Grottaglie D'azzurro alla collina di verde, fondata in punta, caricata dalla grotta formata dall'antro di nero e dall'arco di rozze pietre, di rosso, essa grotta sopraccaricata dalla vacca d'argento, in profilo, con la testa posta di tre quarti, essa testa attraversante l'arco, allumata di rosso, cornata di nero, la collina con otto spighe di grano, d'oro, nodrite lateralmente, quattro a destra in banda, quattro a sinistra in sbarra, il tutto sormontato dalla stella di sei raggi d'oro. Ornamenti esteriori della Città Gonfalone: Drappo di bianco riccamente ornato di ricami d'oro e caricato dallo stemma comunale, con l'iscrizione centrata in oro, recante la denominazione della Città. Le parti del metallo ed i cordoni saranno dorati. L'asta verticale sarà ricoperta di velluto bianco con bullette dorate poste a spirale. Nella freccia sarà rappresentato lo stemma della Città e sul gambo inciso il nome. Cravatta con nastri tricolorati dai colori nazionali frangiati d'oro |                        |
|               | Laterza Raffigura una pecora che tiene tra le zampe una bandiera bianca con croce rossa, sul capo dell'animale ci sono tre stelle a cinque punte (aggiunte durante l'epoca borbonica); ai lati dell'arma civica appaiono i termini Fidelis Lartini (motto fatto fregiare da Giovanna II d'Angio, regina del regno di Napoli nel 1434). La pecora simboleggia la millenaria vocazione degli abitanti di Laterza all'allevamento degli ovini e alla concia delle loro pelli. L'arma civica è stata arricchita di una corona nel periodo marchesale. Gonfalone: Drappo di azzurro... |                        |
|               | Leporano Gonfalone: drappo partito di giallo e di azzurro… |                        |
|               | Lizzano Campo di cielo, all'albero di leccio, con due rami spezzati e rilegati, nodrito su pianura erbosa morente dalla punta, il tutto al naturale, con in alto all'albero una lista bifida, svolazzante, d'argento, con il motto in nero: fracta et legata refloret R.D. del 27 maggio 1929 Gonfalone: drappo partito di giallo e di rosso... |                        |
|               | Manduria D'argento, al fonte pliniano, fondato sulla pianura erbosa, dal quale esce un mandorlo fiorito, il tutto al naturale, la pianta accostata dalle sigle F (ons) M (andurinus), in maiuscole. di nero Gonfalone: Spaccato di bianco e di verde, fregiato dello stemma del Comune e di un piccolo ornato ai bordi, con frangia d'oro |                        |
|               | Martina Franca Un cavallo bianco senza freno trottante in campo di cielo, su prato verde, sormontato da un giglio angioino color oro; lo scudo è sormontato dalla corona turrita della città Delibera n. 66 del 18 marzo 1939, vistata dalla Prefettura in data 10 gennaio 1940 |                        |
|               | Maruggio Troncato: al PRIMO, d'oro alla Madonna sostenuta dalle nubi al naturale, vestita di rosso e con velo azzurro sul capo e per le spalle, aureolata d'oro, sostenente nelle braccia il bambino Gesù di carnagione pure con aureola d'oro, le due figure in un simbolo sfolgorante d'oro e d'argento; al SECONDO, campo di cielo alle tre torri di spigolo al naturale, merlate aperte e finestrate di nero, fondate su campagna di verde. Ornamenti esteriori da comune Gonfalone: Drappo troncato di giallo e d'azzurro, riccamente ornato d'argento e caricato dello stemma comunale, con l'iscrizione centrata in argento: Comune di Maruggio |                        |
|               | Massafra d'azzurro, alla torre merlata di tre alla ghibellina, al naturale, aperta, finestrata e murata di nero, fondata sulla pianura erbosa di verde Gonfalone: drappo troncato di azzurro e di verde, riccamente ornato di ricami d'oro e caricato della stemma della città con l'iscrizione centrata in oro "Città di Massafra". Le parti di metallo ed i cordoni sono dorati. L'asta verticale è riccamente di velluto azzurro con bullette dorate poste a spirale. Nella freccia è rappresentato lo stemma della città e sul gambo inciso il nome. Cravatta e nastri tricolorati dai colori nazionali frangiati d'oro |                        |
|               | Monteiasi Gonfalone: drappo di rosso bordato di giallo… |                        |
|               | Montemesola Campo di cielo ai tre monti al naturale, il centrale più elevato, moventi da una pianura erbosa di verde. Ornamenti esteriori da Comune D.Ric. del 19 giugno 1931 Gonfalone: drappo partito di verde e di bianco… |                        |
|               | Monteparano Di colore azzurro: destrocherio armato d'acciaio, uscente dal fianco sinistro e sostenente un falco sorante d'oro |                        |
|               | Mottola D'azzurro alla torre d'oro aperta e finestrata di nero e sormontata da due corvi affrontati e poggianti sui due merli esterni. Ornamenti esteriori a Comune D.C.G. dell'8 marzo 1934 Gonfalone: drappo partito di giallo e d'azzurro… D.P.R. del 10 settembre 1982 |                        |
|               | Palagianello D'azzurro, alla mucca pascente col vitello poppante, il tutto d'argento. Motto: Medicina Dei Gonfalone: Drappo troncato d'azzurro e di bianco, riccamente ornato di ricami d'argento e caricato dello stemma con la iscrizione dentrata in argento: Comune di Palagianello. Le parti di metallo ed i cordoni saranno argentati. L'asta verticale sarà ricoperta di velluto dei colori dal drappo alternati con bullette argentate poste a spirale. Nella freccia sarà rappresentato lo stemma del Comune e sul gambo inciso il nome. Cravatta e nastri ricolorati dai colori nazionali frangiati d'argento |                        |
|               | Palagiano Sfondo azzurro con al centro trampoliere d'oro con zampa sinistra sollevata Gonfalone: Drappo di forma rettangolare di colore giallo al centro del quale è posto lo stemma dell'Ente |                        |
|               | Pulsano Lo stemma del Comune di Pulsano è costituito da uno scudo sormontato da un'aurea corona regale. Lo scudo illustra un cielo azzurro su campo verde sul quale insistono tre fiori: un gladiolo giallo, un papavero rosso a centro ed una margherita bianca. Sul papavero volteggia un'ape. Dalla parte superiore dello scudo pendono tre ciliegie. Gonfalone: panno bianco a forma di un trapezio rettangolo, il lato di cui all'angolo retto è frastagliato, a greca, mentre il lato obliquo, opposto, è suddiviso in cinque parti uguali dando luogo a tre greche: due laterali ed una centrale. Al centro del gonfalone c'è lo stemma del Comune decorato ulteriormente, lungo i due laterali, da due fronde: una di ghianda e l'altra di mirtillo, legate ai piedi da un fiocco di nastro rosso. La corona è sormontata dalla scritta: Comune di Pulsano. |                        |
|               | Roccaforzata Sovrastato da una corona a forma merlata con fondo rosso. Nella parte superiore uno scorpione e nella parte inferiore un castello con torre merlata posto in cima ad una collina che sovrasta il mare |                        |
|               | San Giorgio Jonico raffigura in alto a sinistra il cavaliere San Giorgio Martire, protettore del Comune. Nel mezzo è riportata una stella a sei punte, nel basso, sui due lati, sono raffigurati due corvi. Lo stemma è sormontato da una torre merlata con apertura centrale Gonfalone: drappo di giallo leggermente appuntato… |                        |
|               | San Marzano di San Giuseppe Gonfalone: Drappo di azzurro… |                        |
|               | Sava Di azzurro all'agnello mistico, di argento, riposante, con la testa rivoltata, sostenuto dalla campagna di verde, attraversante tenente stretta al petto con l'arto anteriore sinistro l'asta crociata di nero posta in sbarra alzata munita di gagliardetto, bifido, di argento, ondeggiante in banda, caricato dalla scritta in lettere minuscole di nero, ECCE AGNUS DEI. Ornamenti esteriori da Comune Gonfalone: Drappo bianco di centimetri 88 per 159 merlato con frangia dorata nella parte inferiore. È caricato al centro con lo stemma del Comune e reca nella parte superiore la scritta COMUNE DI SAVA |                        |
|               | Statte Scudo suddiviso in due parti uguali in senso verticale: la parte destra di colore oro, la parte sinistra di colore verde. La parte superiore dello scudo riproduce, in forma stilizzata e sintetica, l'antico Acquedotto del Triglio Gonfalone: A forma rettangolare di colore bianco. Al centro del gonfalone è posto lo stemma comunale |                        |
|               | Taranto D'azzurro, al delfino nuotante e cavalcato da un Dio marino nudo sostenente nel braccio sinistro un panneggio svolazzante e con la destra scagliante il tridente, al capo cucito di rosso centrato, caricato della conchiglia d'oro, posta fra la leggenda Taras Decreto del 20 dicembre 1935 Gonfalone: drappo troncato di azzurro e di rosso… |                        |
|               | Torricella Gonfalone: drappo partito di rosso e di bianco... |                        |